# Podnoszenie ciężarów na Letnich Igrzyskach Olimpijskich 1968 – waga piórkowa mężczyzn
Rywalizacja w wadze do 60 kg mężczyzn w podnoszeniu ciężarów na Letnich Igrzyskach Olimpijskich 1968 odbyła się 14 października 1968 roku w hali Teatro de los Insurgentes. W rywalizacji wystartowało 28 zawodników z 22 krajów. Tytuł sprzed czterech lat obronił Japończyk Yoshinobu Miyake. Srebrny medal wywalczył Dito Szanidze z ZSRR, a trzecie miejsce zajął kolejny reprezentant Japonii - Yoshiyuki Miyake.

## Wyniki
| Pozycja | Zawodnik             | Reprezentacja     | Waga | Wyciskanie | Wyciskanie | Wyciskanie | Rwanie | Rwanie | Rwanie | Podrzut | Podrzut | Podrzut | Wynik |
| Pozycja | Zawodnik             | Reprezentacja     | Waga | 1          | 2          | 3          | 1      | 2      | 3      | 1       | 2       | 3       | Wynik |
| ------- | -------------------- | ----------------- | ---- | ---------- | ---------- | ---------- | ------ | ------ | ------ | ------- | ------- | ------- | ----- |
| 1. !    | Yoshinobu Miyake     | Japonia           | 59,5 | 117,5      | 122,5      | 122,5      | 117,5  | 122,5  | 122,5  | 147,5   | 152,5   | 155,0   | 392,5 |
| 2. !    | Dito Szanidze        | ZSRR              | 60,0 | 115,0      | 115,0      | 120,0      | 110,0  | 115,0  | 117,5  | 145,0   | 150,0   | 152,5   | 387,5 |
| 3. !    | Yoshiyuki Miyake     | Japonia           | 59,3 | 117,5      | 122,5      | 125,0      | 110,0  | 115,0  | 115,0  | 142,5   | 147,5   | 147,5   | 385,0 |
| 4       | Jan Wojnowski        | Polska            | 59,7 | 117,5      | 122,5      | 122,5      | 115,0  | 115,0  | 120,0  | 140,0   | 150,0   | 155,0   | 382,5 |
| 5       | Mieczysław Nowak     | Polska            | 59,9 | 117,5      | 117,5      | 122,5      | 110,0  | 110,0  | 115,0  | 147,5   | 160,0   | 160,0   | 375,0 |
| 6       | Nasrollah Dehnawi    | Iran              | 59,7 | 112,5      | 117,5      | 120,0      | 100,0  | 105,0  | 107,5  | 135,0   | 140,0   | 140,0   | 365,0 |
| 7       | Yang Mu-sin          | Korea Południowa  | 60,0 | 110,0      | 110,0      | 115,0      | 110,0  | 115,0  | 115,0  | 140,0   | 145,0   | 145,0   | 365,0 |
| 8       | Manuel Mateos        | Meksyk            | 59,8 | 110,0      | 115,0      | 120,0      | 95,0   | 100,0  | 105,0  | 135,0   | 140,0   | 145,0   | 360,0 |
| 9       | Mładen Kuczew        | Bułgaria          | 59,5 | 115,0      | 115,0      | 120,0      | 105,0  | 105,0  | 107,5  | 135,0   | 135,0   | 140,0   | 357,5 |
| 10      | János Benedek        | Węgry             | 59,3 | 115,0      | 120,0      | 120,0      | 105,0  | 105,0  | 110,0  | 135,0   | 135,0   | 140,0   | 355,0 |
| 11      | Dieter Rauscher      | RFN               | 59,9 | 107,5      | 112,5      | 115,0      | 102,5  | 107,5  | 110,0  | 132,5   | 137,5   | 137,5   | 352,5 |
| 12      | Ildefonso Lee        | Panama            | 59,8 | 102,5      | 107,5      | 110,0      | 100,0  | 105,0  | 107,5  | 127,5   | 132,5   | 135,0   | 350,0 |
| 13      | Madek Kasman         | Indonezja         | 60,0 | 95,0       | 95,0       | 105,0      | 100,0  | 105,0  | 105,0  | 140,0   | 140,0   | 152,5   | 345,0 |
| 13      | Enrique Hernández    | Portoryko         | 60,0 | 115,0      | 120,0      | 120,0      | 95,0   | 100,0  | 102,5  | 122,5   | 130,0   | 135,0   | 345,0 |
| 15      | Noe Rinonos          | Wspólnota Filipin | 59,9 | 92,5       | 105,0      | 110,0      | 92,5   | 100,0  | 100,0  | 125,0   | 132,5   | 137,5   | 342,5 |
| 15      | Mohon Lal Ghosh      | Indie             | 59,9 | 100,0      | 100,0      | 105,0      | 100,0  | 105,0  | 107,5  | 130,0   | 135,0   | 140,0   | 342,5 |
| 17      | Pedro Serrano        | Portoryko         | 59,6 | 97,5       | 105,0      | 105,0      | 97,5   | 105,0  | 105,0  | 127,5   | 132,5   | 132,5   | 322,5 |
| 18      | Sanun Tiamsert       | Tajlandia         | 59,7 | 100,0      | 100,0      | 105,0      | 95,0   | 95,0   | 100,0  | 125,0   | 130,0   | 130,0   | 320,0 |
| 19      | Carlos Pérez         | Nikaragua         | 60,0 | 90,0       | 97,5       | 100,0      | 82,5   | 90,0   | 95,0   | 115,0   | 122,5   | 127,5   | 302,5 |
| 20      | Francisco Echevarría | Gwatemala         | 59,4 | 82,5       | 87,5       | 90,0       | 72,5   | 77,5   | 80,0   | 105,0   | 112,5   | 112,5   | 277,5 |
| -       | Ramón Silfa          | Dominikana        | 58,9 | 95,0       | 102,5      | 102,5      | 82,5   | 82,5   | 87,5   | 115,0   | 115,0   | 115,0   | 177,5 |
| -       | Chua Phung Kim       | Singapur          | 60,0 | 100,0      | 100,0      | 100,0      | DNF    | DNF    | DNF    | DNF     | DNF     | DNF     | 0,0   |
| -       | Petyr Janew          | Bułgaria          | 59,7 | 110,0      | 110,0      | 110,0      | DNF    | DNF    | DNF    | DNF     | DNF     | DNF     | 0,0   |
| -       | Chung Nan-Fei        | Republika Chińska | 59,8 | 105,0      | 105,0      | 105,0      | DNF    | DNF    | DNF    | DNF     | DNF     | DNF     | 0,0   |
| -       | Chang Ming-Chung     | Republika Chińska | 59,8 | 110,0      | 110,0      | 110,0      | DNF    | DNF    | DNF    | DNF     | DNF     | DNF     | 0,0   |
| -       | Gerald Perrin        | Wielka Brytania   | 60,0 | 105,0      | 105,0      | 105,0      | DNF    | DNF    | DNF    | DNF     | DNF     | DNF     | 0,0   |
| -       | Miguel Angel Medina  | Meksyk            | 59,4 | 107,5      | 112,5      | 112,5      | DNF    | DNF    | DNF    | DNF     | DNF     | DNF     | 0,0   |
| -       | Luís Paquete         | Portugalia        | 60,0 | 92,5       | 92,5       | 97,5       | DNF    | DNF    | DNF    | DNF     | DNF     | DNF     | 0,0   |